# Mertzig
Mertzig (lb. Mäerzeg) − gmina (gemeng / commune / Gemeinde) w środkowym Luksemburgu, w kantonie Diekirch. Do 3 października 2015 gmina leżała w dystrykcie Diekirch. Siedziba administracyjna gminy znajduje się w miejscowości Mertzig.

## Podział administracyjny
Do gminy należy jedna miejscowości (Uertschaft) oraz żaden lieu-dit:
1. Mertzig (Mäerzeg)